# Dasyhelea punctiventris
Dasyhelea punctiventris är en tvåvingeart som beskrevs av Maurice Emile Marie Goetghebuer 1940. Dasyhelea punctiventris ingår i släktet Dasyhelea och familjen svidknott. Inga underarter finns listade i Catalogue of Life.